# 安西英美
安西英美（1月6日—），日本女性配音員。出身於神奈川縣。青二Production所屬。出身於神奈川縣。O型血。青二塾東京校第25期畢業。

## 演出作品
※粗體字表示說明飾演的主要角色。

### 電視動畫
2006年
- 飛天小女警Z（學生）
- 貧窮姊妹物語（日直的男孩子、越後屋的使用人）

2007年
- 鬼太郎 (第5作)（少女、小孩）
- 櫻桃小丸子 (第2期)（2007～2008，女子A、太太C）
- 旁邊的兒童 我的火腿組（日语：はたらキッズ マイハム組）（班上同學）
- 物怪 「化貓」（乘客）
- 悲慘世界 少女珂賽特（母親）

2008年
- 洋葱和尚朝太郎（日语：ねぎぼうずのあさたろう）（仲居）
- 墓場鬼太郎（小孩、老婆婆、級友、客）
- RoboDz 風雲篇（日语：ロボディーズ -RoboDz- 風雲篇）（街上的RoboDz）

2009年
- ONE PIECE（2009～2010，女戰士、女形）

2011年
- Persona4 the ANIMATION（南勇太）

2015年
- 哆啦A夢 (水田山葵版)（女孩子B）

### OVA
2004年
- 大YAMATO零號（日语：大YAMATO零号）（大）

2009年
2010年
- ！F5（高壓救援隊一般隊員）

### 電影動畫
2006年
- 永遠之法（日语：永遠の法#映画）

2007年
- ONE PIECE 阿拉巴斯坦戰記 沙漠王女與海賊們

2009年
- 棄寶之島：遙與魔法鏡

### 網路動畫
2015年
- 聖鬥士星矢 黃金魂 -soul of gold-（弟）

### 遊戲
2006年
- 大家一起鍛鍊吧 全腦training（日语：みんなで鍛える全脳トレーニング）（彈珠汽水）

2007年
- DEAR My SUN!! ～育★子★狂想曲～（日语：DEAR My SUN!!〜ムスコ★育成★狂騒曲〜）（剛德寺大地〈小時候〉）
- 戰爭幻想曲（日语：バトルファンタジア）（鄔爾斯）

2008年
- 三國志Online（日语：三國志Online）
- drastic Killer（日语：drastic Killer）
- 符文工廠2（日语：ルーンファクトリー2）

2015年
- 英雄傳說 空之軌跡 FC Evolution（克拉姆[3]）
- 動物朋友（北海道狼[4]、日本樹鶯[5]、印度犀、娟珊牛、驢）

2016年
- 伊蘇VIII -丹娜的隕涕日-（雷雅、大地神邁亞）

2019年
- 幽界之門 -朧-（芙蕾[6]、阿菊）

### 外語配音

#### 電影
- 見證人（英语：Amen.）

### 廣播節目
- PLUS+PLUS（日语：プラス+プラス）（超！A&G+，2008年9月30日－2009年9月28日）

### 廣播劇
- VOMIC （乾卓也）
- 青山二丁目劇場（日语：青山二丁目劇場）「沒錯，人不可貌相」（結城美紀）

### 旁白
- 賺錢達人GOGOGO（日语：日経スペシャル ガイアの夜明け）

### 舞台
- 劇團大富豪第5回公演 「ETERNAL BLUE」（2008年9月25日－28日，淺草橋Ad libitum小劇場）

### 其它
- 聲優閒談
- 啊！設計（日语：デザインあ）「問答」（小男孩的聲音）

## 外部連結
- 青二Production公式官網的聲優簡介 （页面存档备份，存于） （日語）
- 青二Production公式官網的聲優簡介PDF （日語）
- HIDE風呂 （页面存档备份，存于） （日語）－安西英美的官方個人部落格。